# Pacific Rim: The Black
Pour les articles homonymes, voir Pacific Rim.
Pacific Rim: The Black est une série d'animation en 3D américaine en 14 épisodes de 20 à 29 minutes, créée par Greg Johnson et Craig Kyle et diffusée depuis le 4 mars 2021 via le service de streaming Netflix.

## Production
En novembre 2018, Netflix annonce une adaptation en anime basée sur les films Pacific Rim et Pacific Rim: Uprising dont la sortie est originellement prévue pour 2020. Durant l’événement virtuel Anime Festival en octobre 2020, le titre, Pacific Rim: The Black, est dévoilé, et la sortie repoussée à 2021. Une seconde saison est également disponible depuis le 19 avril 2022.
La série est produite par la compagnie américaine Legendary Entertainment et animée par le studio japonais Polygon Pictures,. Greg Johnson et Craig Kyle sont engagés en tant que show runners et Brandon Campbell (en) comme compositeur. La série est réalisée par Hiroyuki Hayashi et Jae Hong Kim et est mise en ligne sur Netflix le 4 mars 2021.
La deuxième et dernière saison est disponible sur Netflix à partir du 19 avril 2022,.

## Fiche technique
- Titre : Pacific Rim: The Black
- Création : Greg Johnson et Craig Kyle
- Réalisation : Jae Hong Kim et Hiroyuki Hayashi (supervision) ; Masayuki Uemoto, Susumu Sugai et Takeshi Iwata
- Scénario : Greg Johnson, Craig Kyle, Paul Giacoppo et Nicole Dubuc (en)
- Direction artistique : Yuki Moriyama
- Casting : Jamie Simone (en)
- Musique : Brandon Campbell (en)
- Montage : Adam Redding
- Production : Jack Liang, Ken Duer et Bill E. Miller
  - Production déléguée : Greg Johnson, Craig Kyle et Shuzo John Shiota
  - Production exécutive : Reinard J. Palisoc et Shiho Tanaka
- Sociétés de production : Legendary Television ; Polygon Pictures (animation)
- Société de distribution : Netflix
- Pays de production :  États-Unis
- Langue originale : anglais
- Format : couleur - 2,00:1 - son Dolby Digital
- Genre : science-fiction

## Distribution
| - Calum Worthy : Taylor Travis - Cole Keriazakos : Taylor Travis (enfant) - Gideon Adlon : Hayley Travis - Camryn Jones : Hayley Travis (enfant) - Erica Lindbeck (en) : Loa - Victoria Grace : Mei - Andy McPhee : Shane - Allie MacDonald : Brina Travis - Jason Spisak (en) : Ford Travis - Leonardo Nam : Rickter - Martin Klebba : Spyder - Vincent Piazza : Joel | - Martin Faliu : Taylor Travis - Jaynélia Coadou : Hayley Travis - Nathalie Bienaimé : Loa - Geneviève Doang : Mei - Serge Faliu : Shane - Fily Keita : Brina Travis - Guildin Tissier : Ford Travis - Yoann Sover : Rickter - Jhos Lican : Spyder - Taric Méhani : Joel - Version française : - Société de doublage : Titra Film - Direction artistique : Karl-Line Heller - Adaptation des dialogues : Thomas Solins et Bertrand Le Méchen - Enregistrement : Philippe Sudjian - Mixage : Johan Gay Source et légende : version française (VF) sur RS Doublage |

## Épisodes

### Première saison (2021)
1. Nés des ténèbres (From the Shadows)
2. Dans le noir (Into the Black)
3. Bogan (Bogan)
4. Bon pour le service (Up and Running)
5. Fuir Bogan (Escaping Bogan)
6. Cimetière (Boneyard)
7. Épreuve de force (Showdown)

### Deuxième saison (2022)
1. bOy (bOi)
2. La vallée perdue (The Never Never)
3. La grande faille (Divide)
4. Les Sœurs de Kaiju (Sisters of the Kaiju)
5. Esprit, corps, âme (Mind, Body, Soul)
6. L'échappée (The Twilight Run)
7. Approche finale (Final Approach)